# Uroballus
Uroballus Simon, 1902 è un genere di ragni appartenente alla famiglia Salticidae.

## Etimologia
Il nome del genere è composto per la prima parte dal greco οὐρὰ, cioè ourà, che significa coda, probabilmente per la lunghezza delle filiere, e per la seconda parte dal genere Ballus con cui condivide varie peculiarità.

## Caratteristiche
Entrambi i sessi di questo genere sono lunghi circa 3 millimetri. Il cefalotorace è molto ampio, di forma quasi quadrata. L'opistosoma, invece, ha forma ovale. Il primo paio delle zampe è grosso e tozzo, con i femori molto sviluppati. Le filiere sono molto lunghe e sottili.

## Distribuzione
Delle tre specie oggi note di questo genere, due sono diffuse nello Sri Lanka, una nel Vietnam.

## Tassonomia
A dicembre 2010, si compone di tre specie:
- Uroballus henicurus Simon, 1902 — Sri Lanka
- Uroballus octovittatus Simon, 1902[3] — Sri Lanka
- Uroballus peckhami Zabka, 1985 — Vietnam